# Armando Lombardi
Armando Lombardi (Cercepiccola, 12 maggio 1905 – Rio de Janeiro, 4 maggio 1964) è stato un arcivescovo cattolico italiano.

## Biografia
Ordinato sacerdote il 22 luglio 1928, il 13 febbraio 1950 venne nominato arcivescovo titolare di Cesarea ed inviato come nunzio apostolico in Venezuela.
Il 16 aprile dello stesso anno venne ordinato arcivescovo dal cardinale Clemente Micara, co-consacranti gli arcivescovi Filippo Bernardini e Alberto Carinci. Il 24 settembre del 1954 venne nominato nunzio apostolico in Brasile.
Morì a Rio de Janeiro il 4 maggio del 1964 per edema polmonare acuto.

## Genealogia episcopale e successione apostolica
La genealogia episcopale è:
- Cardinale Scipione Rebiba
- Cardinale Giulio Antonio Santori
- Cardinale Girolamo Bernerio, O.P.
- Arcivescovo Galeazzo Sanvitale
- Cardinale Ludovico Ludovisi
- Cardinale Luigi Caetani
- Cardinale Ulderico Carpegna
- Cardinale Paluzzo Paluzzi Altieri degli Albertoni
- Papa Benedetto XIII
- Papa Benedetto XIV
- Papa Clemente XIII
- Cardinale Marcantonio Colonna
- Cardinale Giacinto Sigismondo Gerdil, B.
- Cardinale Giulio Maria della Somaglia
- Cardinale Carlo Odescalchi, S.I.
- Vescovo Eugène de Mazenod, O.M.I.
- Cardinale Joseph Hippolyte Guibert, O.M.I.
- Cardinale François-Marie-Benjamin Richard
- Cardinale Pietro Gasparri
- Cardinale Clemente Micara
- Arcivescovo Armando Lombardi

La successione apostolica è:

1955

- Vescovo José Rincón Bonilla (1951)
- Vescovo Alejandro Fernández Feo-Tinoco (1952)
- Vescovo Segundo García Fernández, S.D.B. (1953)
- Arcivescovo Antônio Ferreira de Macedo, C.SS.R. (1955)
- Arcivescovo Vicente Angelo José Marchetti Zioni (1955)
- Arcivescovo Geraldo Fernandes Bijos, C.M.F. (1957)
- Arcivescovo Jaime Luiz Coelho (1957)
- Vescovo Severino Mariano de Aguiar (1957)
- Vescovo Hermínio Malzone Hugo (1957)
- Vescovo Jerônimo Mazzarotto (1957)
- Vescovo Almir Marques Ferreira (1957)
- Arcivescovo José Pedro de Araújo Costa (1957)
- Arcivescovo Antônio Barbosa, S.D.B. (1958)
- Vescovo José Thurler (1959)
- Vescovo Cristiano Portela de Araújo Pena (1959)
- Vescovo Diego Parodi, M.C.C.I. (1959)
- Vescovo José Dalvit, F.S.C.I. (1959)
- Vescovo Edilberto Dinkelborg, O.F.M. (1959)
- Vescovo Epaminondas José de Araújo (1960)
- Arcivescovo José d'Angelo Neto (1960)
- Vescovo Arturo Gerrit João Hermanus Maria Horsthuis, A.A. (1960)
- Vescovo Clemente José Carlos Isnard, O.S.B. (1960)
- Vescovo David Picão (1960)
- Arcivescovo Armando Círio, O.S.I. (1960)
- Vescovo José Brandão de Castro, C.SS.R. (1960)
- Vescovo Geraldo Claudio Luiz Micheletto Pellanda, C.P. (1961)
- Vescovo José Costa Campos (1961)
- Vescovo Victor João Herman José Tielbeek, SS.CC. (1961)
- Vescovo Quirino Adolfo Schmitz, O.F.M. (1961)
- Vescovo Arcângelo Cerqua, P.I.M.E. (1961)
- Vescovo Adalberto Domingos Marzi, O.F.M.Cap. (1961)
- Arcivescovo Giovanni Ferrofino (1961)
- Vescovo Pedro Filipak (1962)
- Vescovo João Aloysio Hoffmann (1962)
- Vescovo Cornélio Chizzini, F.D.P. (1962)
- Vescovo Raimundo Luí, O.Carm. (1962)
- Vescovo Miguel d'Aversa, S.D.B. (1962)
- Vescovo Amadeu González Ferreiros, O. de M. (1963)